# 塞尔焦·莫切利尼
塞尔焦·莫切利尼（義大利語：Sergio Mocellini，1936年3月29日—），意大利男子雪车运动员。他曾代表意大利参加国际雪车联合会世界锦标赛，获得一枚银牌。他也曾参加1964年和1968年冬季奥运会。